# Don't Tap the Glass
Don't Tap the Glass (estilizado en mayúsculas) es el noveno álbum de estudio del rapero estadounidense Tyler, the Creator lanzado el 21 de julio de 2025 por la compañía discográfica Columbia Records; siguiendo su anterior lanzamiento en 2024, Chromakopia. El álbum contiene colaboraciones con artistas invitados como Pharrell Williams (bajo el pseudónimo Sk8brd) y Yebba.
Don't Tap the Glass no estuvo precedido por lanzamientos de sencillos. Tyler Okonma bromeó y dio indirectas al lanzamiento del álbum en exposiciones de arte realizadas durante su gira Chromakopia: The World Tour, en conjunto con un sitio web promocionando diferentes productos relacionados con el título del álbum. Fuerte especulación estuvo presente días anteriores al lanzamiento del álbum acerca de artistas invitados y el listado de las canciones en álbum; mismas que fueron refutadas por Tyler momentos antes de su lanzamiento.

## Trasfondo y lanzamiento
El álbum es la siguiente producción independiente de Tyler, the Creator, siguiendo su anterior lanzamiento en 2024, Chromakopia, y su colaboración como artista invitado en el álbum de 2025, Let God Sort Em Out, en la pista «P.O.V.», producida por el dúo Clipse. El título del álbum apareció por primera vez en un concierto en el Barclays Center, durante su gira musical internacional Chromakopia: The World Tour el 18 de julio de 2025; una instalación de arte puesta afuera del lugar del concierto mostraba a una figura encerrada en una caja transparente con el título del álbum escrito en la caja. Esta misma instalación de arte apareció en el centro comercial Westfield del complejo de edificios del World Trade Center.
Días anteriores al lanzamiento del álbum, Tyler estuvo bromeando acerca de «algo grande que llegará pronto», anunciando la fecha de su lanzamiento durante uno de sus conciertos; el artista también hizo diferentes publicaciones en su cuenta de Twitter (X), varias de estas publicaciones incluían la fecha de lanzamiento del álbum, algunos que estaban acompañados por imágenes, incluían un maniquí, productos de la marca Louis Vuitton y un trompetista, estas mismas imágenes causaron especulación entre fanáticos acerca de un posible lanzamiento de un video musical para la canción «Sticky» de su álbum Chromakopia. Luego de su concierto en Brooklyn, el sitio web de la marca de ropa Golf Wang fue actualizado, incluyendo discos de vinilo, camisetas y gorras, todas con los diseños del álbum. El 19 de julio, un sitio web con el dominio donttaptheglass.com fue establecido, vendiendo distintos productos acerca del álbum, el sitio también incluía tres cajas de colores (azul, amarillo y rojo respectivamente), cada una con un mensaje críptico escrito.
El 19 de julio, la revista Complex, republicó en su cuenta de Twitter (X) una lista de canciones falsa de Don't Tap the Glass, esta incluía colaboraciones con artistas invitados como Clipse, Lil Wayne, Steve Lacy, Kendrick Lamar y Earl Sweatshirt, entre otros artistas invitados que la revista asumía eran legítimos; luego de que la publicación se popularizara por parte de fanáticos, Tyler anunció que el listado de artistas invitados era falsa y que ninguno de los artistas que aparecían estaban colaborando con el. Complex eliminó la publicación y se disculpó con el público. Tyler también negó toda especulación acerca del álbum siendo un álbum conceptual.
La noche anterior al lanzamiento del álbum, el 20 de julio, Tyler realizó un evento musical «íntimo» para 300 invitados en el que iba a presentar y reproducir el álbum, a estos se les dijo que no pueden usar teléfono celulares o cámaras para grabar el evento; el evento tomó lugar el cementerio Hollywood Forever Cemetery en Los Ángeles. Luego del evento, Tyler declaró frente a sus fanáticos que el evento fue «una de las mejores noches de su vida», explicando que era hermoso ver a la gente moverse, bailar y sudar mientras escuchaban el álbum que el reproducía, sintiendo como «una energía reprimida se liberaba y anhelaba la idea de liberar más», Tyler animó a los participantes del evento a escuchar el álbum «a todo volumen» mientras «bailaban, conducían [o] corrían». Mediante sus redes sociales, Tyler habló abiertamente acerca de los efectos de videograbaciones en conciertos y como estros atribuyeron al «declive del baile»:

Pregunté a algunos amigos por qué ellos no bailan en público y algunos me dijeron que es por miedo a ser grabados. Pensé maldición, una forma natural de expresión y una cierta conexión que ellos tienen con la música es ahora un fantasma. Me hizo pensar en cuánto de nuestro espíritu humano fue erradicado a causa del miedo a ser convertido en un meme, todo por tener un buen momento... Este álbum no fue hecho para estar sentado quieto. Bailar conducir correr todo tipo de movimiento es recomendado para, tal vez, entender el espíritu del mismo. Solo a todo volumen.
―Tyler, the Creator en su cuenta de Instagram.

Don't Tap the Glass fue lanzado el 21 de julio de 2025, según Tyler, el lanzamiento fue realizado a las 6:00 a. m. EST (10 a. m. UTC).

## Crítica
Por lo general, Don't Tap the Glass recibió reseñas positivas por parte de críticos y periodistas. El sitio web Metacritic, sitio que asigna una puntuación estardarizada sobre 100 en base a reseñas de periódicos y revistas profesionales, dio al álbum una puntuación de 78 sobre 100 basándose en 10 sitios y revistas, indicando reseñas «generalmente favorables». Por otro lado, el sitio web AnyDecentMusic?, sitio web que realiza la misma puntuación estandarizada, asignó al álbum una puntuación de 7.1 sobre 10 en base a 8 reseñas.
Shahzaib Hussain, escritor de Clash, comparó el álbum con su lanzamiento anterior, Chromakopia, diferenciando su anterior álbum como una profundización de sus anteriores alter egos en sus otras producciones y como exploraba la «ilusión de la juventud y la popularidad», mientras que, Don't Tap the Glass es Tyler despojándose de todo lo anterior y «deleitándose» en un constante estado de éxtasis. Hussain alaga también algunas de las pistas, citando a cómo estas canalizan la era post-disco de Marvin Gaye con su álbum Midnight Love. Hussain finaliza su reseña declarando cómo el álbum se siente más como una colección retrofuturista y no como un álbum unificado, describe como la última pista del álbum, «Tell Me What It Is», deja un final inconcluso, como también indicando el canto infantil y diálogo interno que caracterizó a Michael Jackson. Kiana Fitzgerald, escritora de Consequence, menciona cómo el álbum se enfoca en la percepción, más específicamente, en ese sentimiento de ser vistos por gente a nuestro alrededor y mediante teléfonos celulares, indicando cómo esta paranoia se convirtió en una parte inevitable de la vida y una carga para la sociedad; mencionando el disgusto de Tyler por los paparazis o los stans en Internet, y que, mediante su álbum, Don't Tap the Glass, Tyler busca concientizar a la gente a «dejar los teléfonos», especialmente mientras tratan de escuchar sus «últimos esfuerzos».
Alexis Petridis, escritor de The Guardian, describe cómo las letras del álbum ciñen a la fanfarronería y personalidad «nihilista» de Tyler durante su etapa en la que era considerado como «terrorista» y una amenaza para Reino Unido. Petridis menciona cómo el álbum evita toda relación con su anterior producción, Chromakopia, con saltos repentinos entre surf y zamrock. Petridis alaga la obsesión del álbum con la cultura y música ochentera, con «ritmos 808», electrónica característica de Kraftwerk y efectos de un vocoder similares a los de Zapp; alaga cómo pistas como «Ring Ring Ring» se sienten como pistas boogie perdidas de artistas reconocidos como Leroy Burgess. Petridis concluye mencionando cómo el álbum es una autoevaluación con respecto a su anterior álbum, abandonando el alardeo y el sentimiento de «no darle importancia a nada»; indica que es una forma extraña para terminar un álbum que, en gran medida, habla acerca de «no pensar demasiado y entregarse al momento», concediendo a Tyler el «derecho a ser contradictorio».
John Amen, escritor de The Line of Best Fit, describe como Don't Tap the Glass no abre «nuevos caminos», destacando cómo producciones anteriores de Tyler, como Call Me If You Get Lost y Chromakopia resaltaban una cualidad de «esquizoide» de Tyler, y que Don't Tap the Glass enfatiza la idea, diciendo que Tyler es solamente «multifacético» y que sus diferentes personalidades solo expresan lados radicales de la personalidad de toda persona. Niall Smith, escritor de NME, describe al álbum como una «batalla de baile», también describe cómo el álbum adopta un «aura de estética Y2K» gracias a Pharrell Williams, comparándola con otras producciones de la década de los 2000 como N.E.R.D con su álbum In Search Of....
Stephen Kearse, escritor de Pitchfork, describió al álbum como un «intento de moderación de un conocido maximalista», comparándolo con otros álbumes como GNX de Kendrick Lamar y The Age of Pleasure de Janelle Monáe; menciona cómo, a diferencia de sus otras producciones, Don't Tap the Glass no sigue algún concepto en específico, contradictoriamente considerando que Tyler se viste y actúa como un estereotipo de un rapero de la década de 1980. Kearse describe cómo el álbum está más interesado en recrear esa personalidad juguetona de artistas como Big Daddy Kane, LL Cool J o 2 Live Crew y no sus personalidades arrogantes. Paul Attard, escritor de Slant Magazine, fue menos positivo, dando al álbum una calificación de 2 estrellas de 5; Attard criticó al álbum describiéndolo como un «mood board de Pinterest» acerca de distintas subculturas del dance unidas con «la confianza de alguien que solamente se preocupa por señalar su sentido del gusto». Criticó el cambio de composición del álbum, de una composición idiosincrática y «armada con alambre de púas», a una composición que se enfoca más en estéticas prefabricadas y que «hace guiño al pastiche», mencionando que le falta emoción y que el álbum se siente como un «relleno» de profundidad.

## Lista de canciones
Todas las canciones del álbum fueron escritas, producidas y organizadas por Tyler Okonma. Créditos que no aparecen en el listado de Qobuz están marcados con «no acreditado».

| Don't Tap the Glass (En todas las versiones) |                                                   | | |          |  |
| N.º                                          | Título                                            | Escritor(es) | Sample(s) | Duración |  |
| 1.                                           | «Big Poe» (junto a Sk8brd)                        | Williams • Shye Ben Tzur • Jonny Greenwood • Trevor Smith • Chad Hugo • Dominic Lamb • Sandy Linzer • Denny Randell • Michael Tyler • Kamaal Fareed • Malik Taylor • Ali Muhammad • Bryan Higgins • James Jackson • Bernard Edwards • Nile Rodgers | «Pass the Courvoisier, Part II», escrito por Chad Hugo, Jermaine Denny, Trevor Smith y Pharrell Williams; interpretado por Busta Rhymes junto a Diddy y Williams • «Roked», escrito por Shye Ben Tzur, interpretado por Jonny Greenwood, The Rajasthan Express y Tzur. | 3:02     |  |
| 2.                                           | «Sugar On My Tongue»                              | Kurtis Mantronik • Bryce Wilson | «King Of The Beats» escrita por Kurtis Mantronik y Bryce Wilson, interpretada por Mantronix (no acreditado) | 2:33     |  |
| 3.                                           | «Sucka Free»                                      | | | 2:41     |  |
| 4.                                           | «Mommanem»                                        | Tommi Eckart • Nicholas Deinhardt | «Montagehalle» escrita por Eckart y Deinhardt, interpretada por Gorilla Aktiv | 1:15     |  |
| 5.                                           | «Stop Playing With Me»                            | Mantronik • Wilson | «King Of The Beats» escrita por Kurtis Mantronik y Bryce Wilson, interpretada por Mantronix (no acreditado) | 2:13     |  |
| 6.                                           | «Ring Ring Ring»                                  | Ray Parker, Jr. | «All in the Way You Get Down» escrita por Ray Parker, Jr., interpretada por Parker, Jr. y Raydio | 3:21     |  |
| 7.                                           | «Don't Tap That Glass/Tweakin'»                   | Todd Shaw • Tommy Wright III • Hykeem Carter Jr. | «Dope Friend Beat» escrita e interpretada por Too $hort • «Meet Yo Maker» escrita e interpretada por Tommy Wright III • «Booman» escrita e interpretada por Hykeem Carter Jr. (no acreditada)                                                                          | 3:42     |  |
| 8.                                           | «Don't You Worry Baby» (junto a Madison McFerrin) | McFerrin • Mantronik • Wilson • Isaiah Pinkney • Robert F. Gordon • Carlos Morgan | «Let Me Ride» escrita por Carlos Morgan, Isaiah Pinkney, Robert F. Gordon e interpretada por 12 Gauge • «King Of The Beats» escrita por Kurtis Mantronik y Bryce Wilson, interpretada por Mantronix (no acreditado)                                                    | 2:58     |  |
| 9.                                           | «I'll Take Care of You» (junto a Yebba)           | Abigail Smith • Britanny Carpentero • Chris Henderson • Jarques Usher • Jonathan Lewis • Alphonse Smith • Venetia Lewis | «Cherry Bomb» escrita e interpretada por Tyler, the Creator • «Knuck If You Buck» escrita por Brittany Carpentero, Chris Henderson, Jarques Usher, Jonathan Lewis, Alphonse Smith, Venetia Lewis e interpretada por Crime Mob                                          | 3:20     |  |
| 10.                                          | «Tell Me What It Is»                              | Kelis Rogers • André Benjamin | «Millionaire» escrita e interpretada por Kelis Rogers y André Benjamin (no acreditado) | 3:22     |  |
| 28:30                                        |                                                   | | |          |  |

## Posicionamiento en listas
| Lista (2025)                 | Mejor posición |
| ---------------------------- | -------------- |
| Bélgica (Ultratop Flandes)   | 1              |
| Bélgica (Ultratop Valonia)   | 3              |
| Países Bajos (Album Top 100) | 2              |
| Suecia (Sverigetopplistan)   | 6              |